# Clima da Polônia

Climas da Polônia

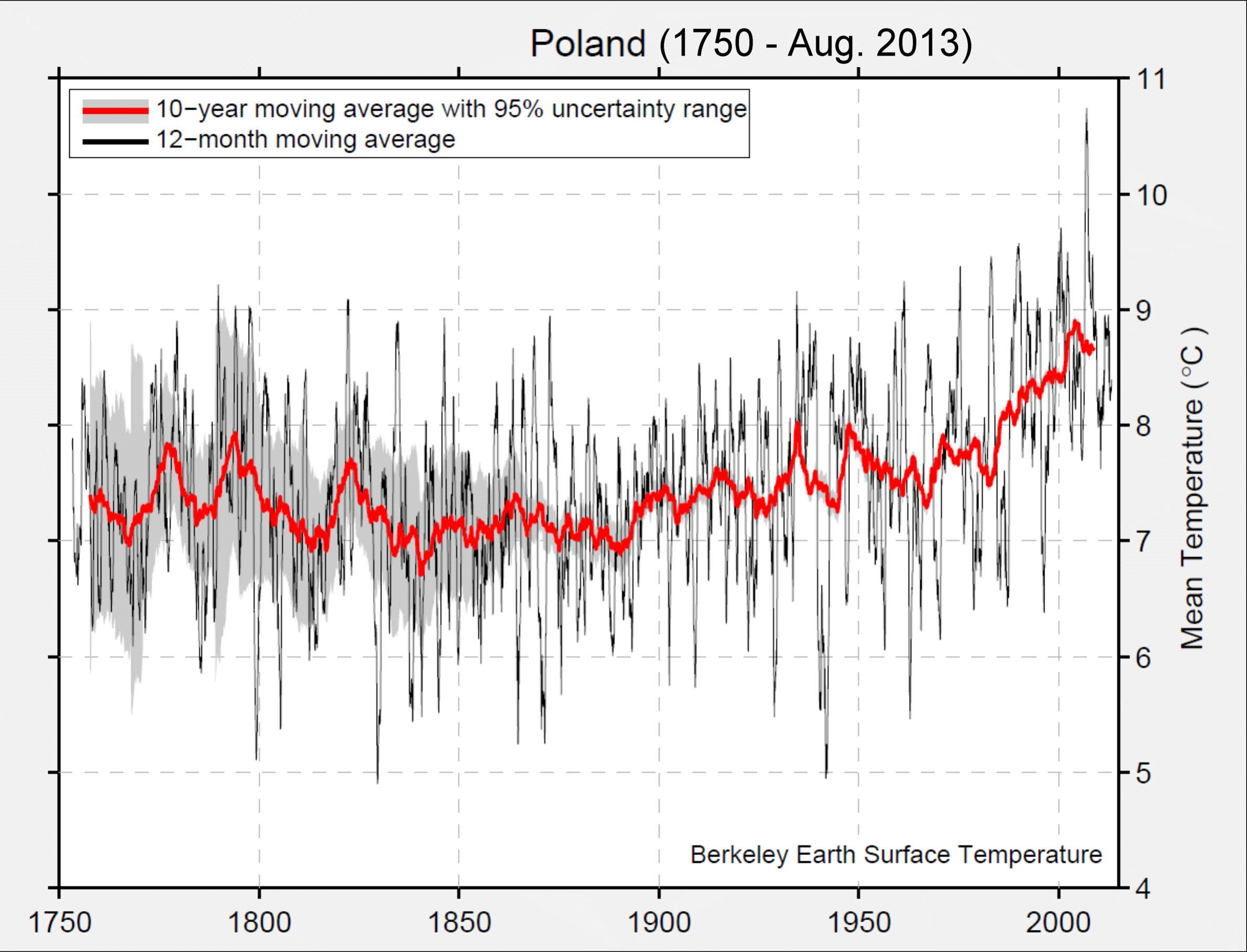
Temperaturas da Polônia

O Clima da Polônia é caracterizado por sua variedade e influências continentais e marítimas. Com invernos frios e nevados e verões agradáveis, o país oferece uma gama de experiências climáticas ao longo do ano. Essa diversidade climática contribui para a rica paisagem natural e a ecologia da Polônia, bem como para suas atividades econômicas e culturais.
A Polônia, localizada na Europa Central, possui um clima temperado variado, influenciado por fatores continentais e marítimos. Essa combinação de influências resulta em uma diversidade climática, com características distintas em diferentes regiões do país.

## Características
Essas são as principais características do clima polonês:
1. Clima Continental Úmido: A maior parte da Polônia possui um clima continental úmido, com invernos frios e verões moderados. As regiões do interior do país experimentam amplitudes térmicas significativas, com temperaturas que podem variar de forma acentuada entre o verão e o inverno. As temperaturas médias em janeiro variam de -1°C a -5°C, enquanto em julho, variam de 18°C a 20°C.
2. Invernos Rigorosos: Os invernos na Polônia são frequentemente frios e nevados, especialmente nas regiões do interior. As temperaturas podem cair abaixo de zero, e a neve é comum durante essa estação. As áreas montanhosas, como os Montes Tatra e os Montes Sudetos, recebem ainda mais neve e experimentam condições de inverno mais severas.
3. Verões Agradáveis: Os verões na Polônia são geralmente agradáveis, com temperaturas amenas a quentes. As áreas do sul do país, próximas às montanhas, tendem a ter verões mais frescos devido à maior altitude. As temperaturas máximas médias em julho variam de 23°C a 25°C, tornando esta uma época popular para viagens e atividades ao ar livre.
4. Precipitação Adequada: A precipitação na Polônia é distribuída de forma relativamente uniforme ao longo do ano, embora as regiões do sul e do oeste do país tendam a receber mais chuva do que as áreas do leste. Os meses de verão são geralmente os mais chuvosos, com chuvas frequentes e tempestades ocasionais.
5. Influências Marítimas e Continentais: A localização geográfica da Polônia entre o Mar Báltico e as vastas planícies da Europa Central resulta em uma combinação de influências marítimas e continentais em seu clima. As áreas costeiras, especialmente no norte, tendem a ter verões mais frescos e invernos mais amenos devido à influência moderadora do mar. No entanto, as áreas do interior são mais suscetíveis a extremos de temperatura devido à falta de influência marítima.